# Санкт Якоб Парк
„Санкт Якоб Парк“ („Санкт Якоб Парк“) е футболен стадион, намиращ се в град Базел, Швейцария.
Това е най-големият стадион в Швейцария. Служи за домакинските мачове на ФК „Базел“.
„Джогели“, както стадионът е наричан от местните, е първоначално построен с капацитет от 38 500 седящи места . Заради Европейското първенство по футбол през 2008 г., което се провежда в Швейцария и Австрия, капацитетът му е увеличен на 42 500 места. 
Стадионът е разделен на 4 главни сектора – A, B, C, D, както и G (добавен при разширяването на капацитета).

## Обслужване
В стадиона има 32 магазина по етажите, както и 2 ресторанта („Ресторант УНО“ и „Хетрик Спортс Бар“). В двуетажния паркинг на стадиона има 680 паркинг места. До стадиона може да се стигне с автобус, трамвай или влак (стадионът има своя гара).

## ЕП по футбол 2008
УЕФА оценява стадиона с 4 звезди, което е най-високата категория, имайки предвид капацитета на стадиона.
За Европейско първенство по футбол 2008 „Санкт Якоб Парк“ домакинства на общо 6 срещи – 3 групови двубоя (включително откриващия мач), 2 четвъртфинала и полуфинал.

| Дата        | Време(CET) | Отбор#1    | Резултат       | Отбор#2    | Кръг         | Зрители |
| ----------- | ---------- | ---------- | -------------- | ---------- | ------------ | ------- |
| 7 юни 2008  | 18.00      | Швейцария  | 0 – 1          | Чехия      | Група „А“    | 39 730  |
| 11 юни 2008 | 20.45      | Швейцария  | 1 – 2          | Турция     | Група „А“    | 39 730  |
| 15 юни 2008 | 20.45      | Швейцария  | 2 – 0          | Португалия | Група „А“    | 39 730  |
| 19 юни 2008 | 20.45      | Португалия | 2 – 3          | Германия   | Четвъртфинал | 39 374  |
| 21 юни 2008 | 20.45      | Холандия   | 1 – 3 продълж. | Русия      | Четвъртфинал | 38 374  |
| 25 юни 2008 | 20.45      | Германия   | 3 – 2          | Турция     | Полуфинал    | 39 374  |